# Маканчинський сільський округ
Маканчи́нський сільський округ (каз. Мақаншы ауылдық округі, рос. Маканчинский сельский округ) — адміністративна одиниця у складі Маканчинського району Абайської області Казахстану. Адміністративний центр та єдиний населений пункт — село Маканчі.
Населення — 11929 осіб (2021; 12242 у 2009, 13125 у 1999, 13915 у 1989).
Станом на 1989 рік існувала Маканчинська сільська рада (село Маканчі).